# Manganonaujakasita
La manganonaujakasita és un mineral de la classe dels silicats. Rep el nom en al·lusió al domini del manganès en la composició i per la seva relació amb la naujakasita.

## Característiques
La manganonaujakasita és un silicat de fórmula química Na₆(Mn2+,Fe2+)Al₄Si₈O26. Cristal·litza en el sistema monoclínic. La seva duresa a l'escala de Mohs és 5.
Segons la classificació de Nickel-Strunz, la manganonaujakasita pertany a «09.EG - Fil·losilicats amb xarxes dobles amb 6-enllaços més grans» juntament amb els següents minerals: cymrita, naujakasita, dmisteinbergita, kampfita, strätlingita, vertumnita, eggletonita, ganofil·lita, tamaïta, coombsita, zussmanita, franklinfil·lita, lennilenapeïta, parsettensita, estilpnomelana, latiumita, tuscanita, jagoïta, wickenburgita, hyttsjoïta, armbrusterita, britvinita i bannisterita.

## Formació i jaciments
Va ser descoberta al massís de Lovozero, una serralada de l'óblast de Múrmansk (Rússia). Es tracta de l'únic indret de tot el planeta on ha estat descrita aquesta espècie mineral.